# Championnat de Tunisie masculin de volley-ball 1971-1972
Navigation
Saison précédente Saison suivante
Le championnat de Tunisie masculin de volley-ball 1971-1972 est la 17e édition à se tenir depuis 1956. Il est disputé par les huit meilleurs clubs du pays en aller et retour.
Il enregistre la première consécration de deux clubs : l'Union sportive des transports de Sfax, champion et finaliste de la coupe de Tunisie, et le Club olympique de Kélibia, vainqueur de la coupe et second du championnat. Le premier club est composé d'Ali Bousarsar (capitaine), Ahmed Bousarsar, Abdelaziz Derbal, Abdelaziz Bousarsar, Abderrazak Miladi, Mustapha Sassi, Mahmoud Miladi, Mohamed Kerkeni, Hédi Belayba, Mohamed Fitouri, Mabrouk Jelassi et Ridha Driss, et entraîné par Ahmed Sellami. Quant au second, il est entraîné par Hassen Ben Cheikh, son effectif comprenant Mohamed Ben Cheikh, Hamouda Ben Messaoud, Mounir Gara, Jamel Jenhani, Mohsen Cheikh, Abderrahman Tarari, Moncef Mselmani, Ridha Ben Cheikh, Kamel Triki, Amor Kordoghli, Chafik Zmerli, Mohamed Bergaya, Néjib Jenhani et Hassen Ben Cheikh.
En bas du tableau, à la suite de la décision de porter le nombre des clubs de la division nationale à dix, la relégation est annulée et deux clubs accèdent à l'élite : Saydia Sports, champion de la division 2 Nord, et l'Étoile sportive du Sahel, champion de la division 2 Centre - Sud.

## Division nationale
Le classement final est le suivant :
| Rang | Équipe                                | Points | Matchs | Victoires | Défaites | Sets pour | Sets contre |
| 1    | Union sportive des transports de Sfax | 27     | 14     | 13        | 1        | 41        | 13          |
| 2    | Club olympique de Kélibia             | 25     | 14     | 11        | 3        | 37        | 16          |
| 3    | Avenir sportif de La Marsa            | 25     | 14     | 11        | 3        | 36        | 18          |
| 4    | Espérance sportive de Tunis           | 21     | 14     | 7         | 7        | 24        | 31          |
| 5    | Étoile olympique La Goulette Kram     | 20     | 14     | 6         | 8        | 31        | 25          |
| 6    | Zitouna Sports                        | 18     | 14     | 4         | 10       | 19        | 34          |
| 7    | Club sportif sfaxien                  | 18     | 14     | 4         | 10       | 19        | 36          |
| 8    | Club sportif des cheminots            | 14     | 14     | 0         | 14       | 8         | 42          |